# Nowopietrowka (rejon krasnogwardiejski)
Nowopietrowka (ros. Новопетровка) – wieś (sieło) w Rosji, w obwodzie orenburskim, w rejonie krasnogwardiejskim. W 2010 liczyła 222 mieszkańców.